# 桃樂絲·黛

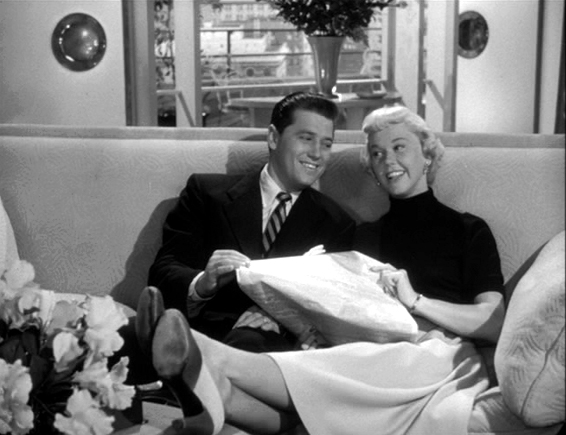
黛与戈登·麦克雷 在《Starlift》 (1951年)

桃樂絲·黛（英語：Doris Day，1922年4月3日—2019年5月13日），原名桃樂絲·瑪莉·安妮·卡佩爾霍夫（Doris Mary Anne Kappelhoff），美國歌手、演員。桃樂絲·黛是美國歷來最受歡迎的女歌手之一，她也有1950年代至1960年代的電影「票房皇后」之稱。桃麗絲·黛的祖父母来自德國，她本人在美国出生長大。

## 職業生涯
桃樂絲·黛出生于美国俄亥俄州辛辛那提，她是德國移民後裔，祖父母为德国人。她從小的願望是成為一名舞蹈家，但在1937年10月13日因為車禍受傷，改以歌手為志向。自1945年初次以歌曲《Sentimental Journey》走紅後，她也開始活躍於電影、電台廣播、電視。1959年至1966年間，桃樂絲·黛都名列電影票房紅星前10名，其中1960年、1962年、1963年、1964年達到當年度第一名，因此有「票房皇后」稱號。
她於1953年的西部片《災禍珍妮》、片中演唱的電影主題曲《Secret Love》，以及1956年亞弗列德·希區考克的驚悚經典《擒凶記》電影主題曲《Que Sera, Sera (Whatever Will Be, Will Be)》皆得到奧斯卡金像獎最佳原創歌曲奖。1959年，她演出浪漫喜劇經典《枕邊細語》，得到奧斯卡最佳女主角獎提名。
直到1960年代後期，電影觀眾品味變得趨向喜好性感刺激，桃樂絲·黛也因為道德尺度而推拒許多片約。以前因為清新純潔而廣受歡迎的她，此時反而被譏笑為「世界上最老的處女」，聲勢逐漸下滑。1968年，黛的第三任丈夫去世，因为被亡夫挥霍大量资金欠债，因此精神崩溃，她不得不退出影坛，在她完成最後一部電影後，轉戰電視界。1968年至1973年間，她有自己專屬的電視節目《The Doris Day Show》、與1971年的《The Doris Mary Anne Kappelhoff Special》、1975年的《Doris day to Day》。
桃樂絲·黛於1975年發表自傳《Doris Day: Her Own Story》，市面上並有多種她的傳記版本。她終其一生共發表超過650首歌曲、39部電影、以及超過75小時的電視節目。

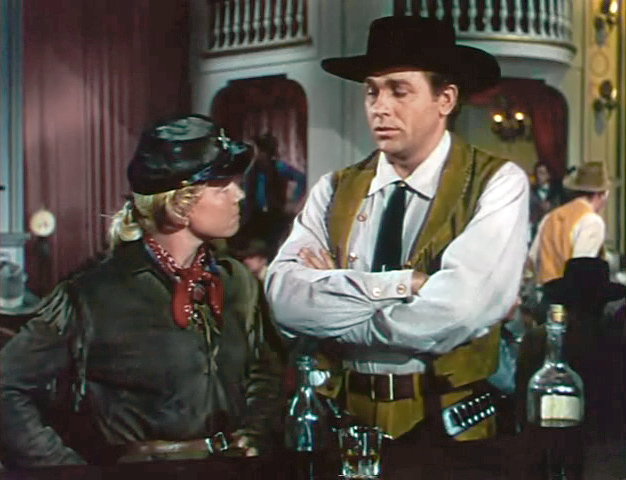
黛与霍华德·基尔在《災星簡》 (1953年)

## 個人生活

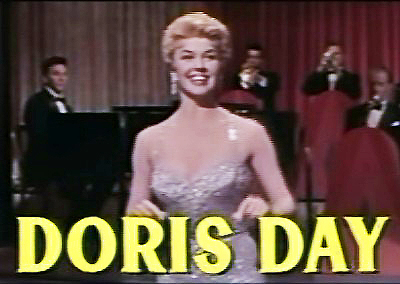
1955年電影《不愛就分手》預告片。

桃樂絲·黛致力維護動物權利，她是最早倡導反對穿動物皮草的好萊塢女星之一。她成立保育動物組織「桃樂絲·黛動物基金會」及「桃樂絲·黛動物聯盟」，也經營一間收容動物的旅館，並以先她而逝的獨子Terry Melcher為名。桃樂絲·黛是一位素食主義者，在她的「桃樂絲·黛動物聯盟」網站有介紹素食相關訊息。
與她終生的朋友隆納·雷根、洛·赫遜、以及合作過的詹姆斯·史都華、克拉克·蓋博、詹姆斯·卡格尼、鮑勃·霍普、卡萊·葛倫、法蘭克·辛納屈、琴吉·羅傑斯等人一樣，桃樂絲·黛是一名共和黨支持者。其中大她11歲的琴吉·羅傑斯是她少女時期的偶像；她與洛·赫遜合作多次，是50、60年代廣受歡迎的銀幕情侶。
桃樂絲·黛先後的4次婚姻都以離婚或喪偶結束，自從獨子在2004年因病過世後，她开始隱居在加州卡梅尔的農莊自宅，隨時收留許多受傷、患病、或被遺棄的動物。
2019年5月13日，黛因为肺炎在美国加利福尼亚州卡梅尔市的家中去世，享寿97岁。

## 傳奇
桃樂絲·黛以其音樂及電影方面的成就，一共在好萊塢星光大道上有2顆星。她也是葛萊美奬終身成就獎、金球奬終身成就獎得主。2004年，她獲頒美國平民最高榮譽總統自由勳章。
她的生日之前一直被错误的认为是1924年4月3日，直到2017年她93岁生日时美国联邦调查局找到了她的出生证明显示为1922年4月3日，黛才知道她的真实年龄已经是95岁了。

## 部分電影作品

### 电影作品
| 年份 | 片名           | 角色                       | 备注                                         |
| ---- | -------------- | -------------------------- | -------------------------------------------- |
| 1948 | 公海上的罗曼史 | Georgia Garrett            |                                              |
| 1949 | 梦中情         | Martha Gibson              |                                              |
| 1949 | 感觉好极了     | Judy Adams                 |                                              |
| 1950 | 双凰夺鸾       | Jo Jordan                  | 合演：寇克·道格拉斯                          |
| 1950 | 鸳鸯茶         | Nanette Carter             |                                              |
| 1950 | 西点军校的故事 | Jan Wilson                 |                                              |
| 1951 | 风暴警告       | Lucy Rice                  | 合演：隆納·雷根、琴吉·羅傑斯                 |
| 1951 | 百老汇女郎     | Melinda Howard             |                                              |
| 1951 | 月光水岸       | Marjorie "Marjie" Winfield |                                              |
| 1951 | 梦中我将看到你 | Grace LeBoy Kahn           |                                              |
| 1951 | 星日争辉       | Herself                    |                                              |
| 1952 | 百胜雄心       | Aimee Alexander            |                                              |
| 1952 | 巴黎春晓       | Ethel "Dynamite" Jackson   |                                              |
| 1953 | 平湖秋月       | Marjorie "Marjie" Winfield |                                              |
| 1953 | 野姑娘杰恩     | 災星簡                     |                                              |
| 1954 | 幸运如我       | Candy Williams             |                                              |
| 1955 | 一曲情歌三代缘 | Laurie Tuttle              | 合演：法蘭克·辛納屈                          |
| 1955 | 爱我否则离开我 | Ruth Etting                | 合演：詹姆斯·卡格尼                          |
| 1956 | 擒凶记         | Josephine "Jo" McKenna     | 導演：亞弗列德·希區考克；合演：詹姆斯·史都華 |
| 1956 | 朱丽           | Julie Benton               |                                              |
| 1957 | 睡衣仙舞       | Katherine "Babe" Williams  |                                              |
| 1958 | 春色撩人       | Erica Stone                |                                              |
| 1958 | 教师之恋       | Isolde Poole               | 合演：克拉克·蓋博                            |
| 1959 | 简出了什么事   | Jane Osgood                |                                              |
| 1959 | 枕边细语       | Jan Morrow                 | 合演：洛克·哈德森，提名 — 奥斯卡最佳女主角奖 |
| 1960 | 请别吃掉雏菊花 | Kate Robinson Mackay       |                                              |
| 1960 | 午夜蕾丝       | Kit Preston                |                                              |
| 1961 | 娇凤痴鸾       | Carol Templeton            | 合演：洛克·哈德森                            |
| 1962 | 春泪溅花红     | Cathy Timberlake           | 合演：卡萊·葛倫                              |
| 1962 | 马戏风云       | Kitty Wonder               |                                              |
| 1963 | 泡沫之恋       | Beverly Boyer              |                                              |
| 1963 | 移情别恋       | Ellen Wagstaff Arden       |                                              |
| 1964 | 名花有主       | Judy Kimball               | 合演：洛克·哈德森                            |
| 1965 | 请勿打扰       | Janet Harper               |                                              |
| 1966 | 谍海玻璃船     | Jennifer Nelson            |                                              |
| 1967 | 雌雄双谍       | Patricia Foster            |                                              |
| 1967 | 牧女战牛郎     | Josie Minick               |                                              |
| 1968 | 停电时你在哪？ | Margaret Garrison          |                                              |
| 1968 | 一样春心两样情 | Abby McClure               |                                              |

## 部分暢銷單曲
- 《Sentimental Journey》（1944年）
- 《My Dreams Are Getting Better All The Time》（1945年）
- 《It's Magic》（1947年）
- 《Love Somebody》（1947年）
- 《Confess》（1947年）
- 《Bewitched, Bothered and Bewildered》（1949年）
- 《Again》（1949年）
- 《(Why Did I Tell You I Was Going To) Shanghai》（1951年）
- 《Sugar Bush》（1952年）
- 《Secret Love》（1953年）
- 《I'll Never Stop Loving You 》（1955年）
- 《Que Sera, Sera (Whatever Will Be, Will Be)》（1956年）
- 《Everybody Loves a Lover》（1958年）
- 《If I Give My Heart to You》（1959年）

## 外部連結
- 官方网站
- Day Animal Foundation[永久]
- 桃樂絲·黛在互联网电影资料库（IMDb）上的資料（英文）
- 在AllMovie上桃樂絲·黛的頁面（英文）
- 桃樂絲·黛在Allmusic上的頁面
- TCM电影资料库上桃樂絲·黛的资料（英文）
- 在Find a Grave上的桃樂絲·黛